# Protschenberg

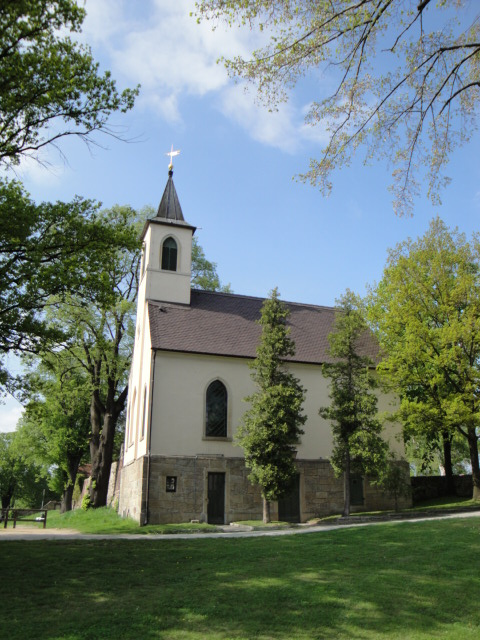
Die Kapelle auf dem Protschenberg

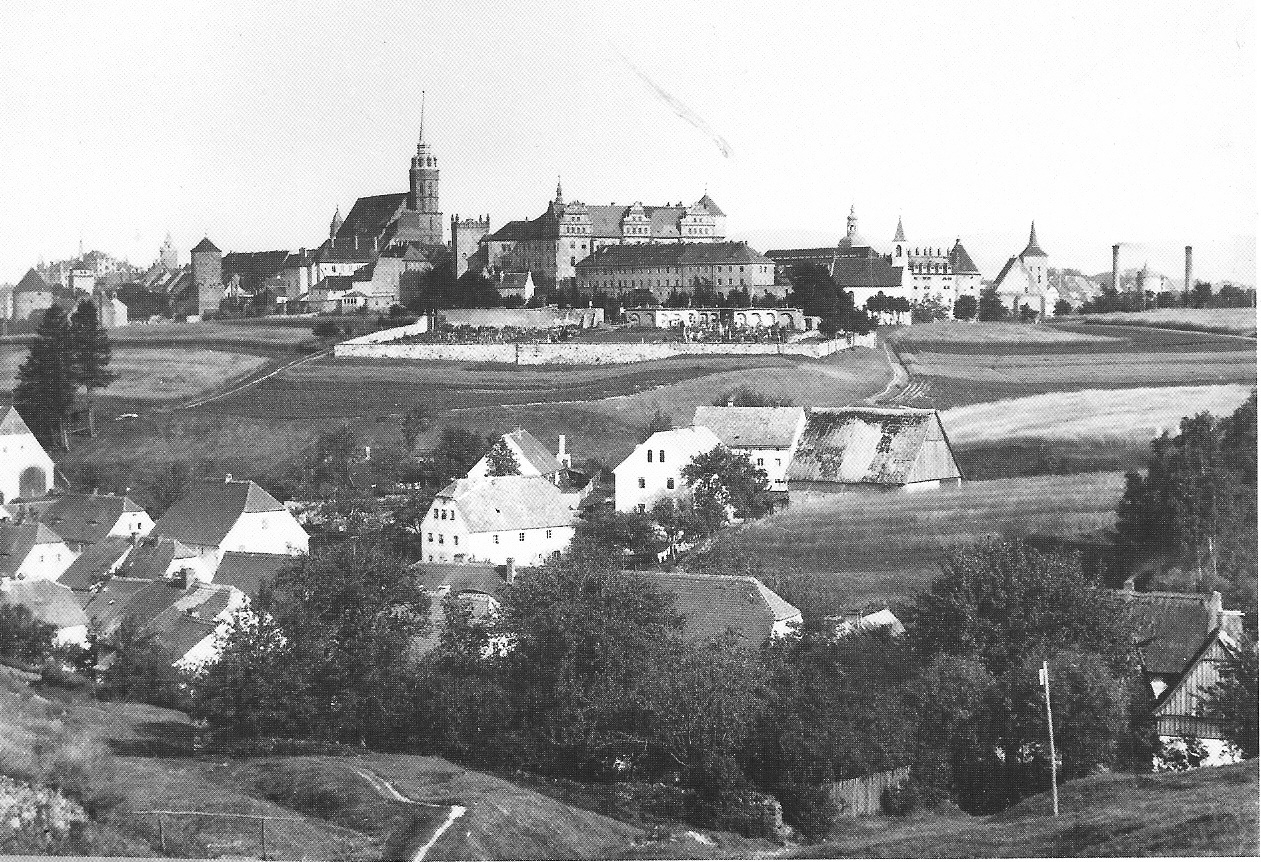
Blick über die Seidau in Richtung Ortenburg, dazwischen der Friedhof auf dem Protschenberg

Der Protschenberg, obersorbisch Hrodźiško, ist die Ortsbezeichnung für einen Teilbereich der Westflanke des in diesem Bereich tief eingeschnittenen Spreetales und des daran angrenzenden Geländes, gegenüber dem Felsplateau mit der Ortenburg am Stadtzentrum von Bautzen.
Es handelt sich sowohl hinsichtlich des relativ geringen Höhenunterschieds als auch hinsichtlich der Landform nicht um einen tatsächlichen Berg. Von dieser Flanke des Spreetals gibt es eine gute Aussicht auf die Altstadt von Bautzen. Neben der Ortenburg und verschiedenen Türmen besteht eine Sicht auf den Osterweg, das Salzhaus und das Hofrichterhaus.
Im Bereich des Protschenbergs befand sich eine bronzezeitliche Burgwallanlage der Lausitzer Kultur (1100–900 v. Chr.). Diese Anlage war die erste Befestigung im Gebiet des heutigen Stadtzentrums; erst später wurde der Burgstandort auf die Ostseite der Spree verlagert. Daran erinnert noch heute die sorbische Bezeichnung (hrodźišćo = Burgwall).
Im Laufe der Jahre entwickelte sich die Schreibweise im Deutschen von Proczechenberg (1585) über Protzschenberg (1680), Brodschenberg und Proitschenberg zur heutigen Form.
Bekannt wurde der Protschenberg vor allem durch die Tradition des Ostereierschiebens.
Begibt man sich aus der Seidau kommend die Flanke hinauf, entdeckt man Interessantes wie die Hammermühle, den Kräutergarten oder den Pranger an den Protschenbergstufen.
Der 1789 eingeweihte Friedhof, welcher von der Bevölkerung der Seidau und Umgebung genutzt wurde, erhielt 1884 eine Kapelle. Am Portal des Friedhofes finden sich viele Namen gefallener Soldaten. Auf dem Friedhof wurden u. a. Jan Arnošt Smoler, Marko Smoler, Jan Cyž und Jurij Winar begraben.
Am Fuße des Protschenbergs befindet sich ein schmales Felsloch mit relativ geringer Tiefe, welches in Überlieferungen u. a. als Teufelshöhle bezeichnet wird. Um dieses Felsloch ranken sich mehrere Sagen, bei denen viele von einem Schatz handeln.